# 斯蒂爾 (密蘇里州)
斯蒂爾（英語：Steele）是位於美國密蘇里州佩米斯科特縣的城市。

## 人口
根據2020年美國人口普查的數據，斯蒂爾的面積為5.67平方千米，當中陸地面積為5.60平方千米，而水域面積為0.07平方千米。當地共有人口1853人，而人口密度為每平方千米327人。